# Віднічук Микола Антонович
Микола Антонович Віднічук (нар. 1 січня 1958, Локниця, Зарічненський район, Рівненська область) — український педагог, кандидат педагогічних наук, доцент.

## Біографія
Вища освіта:
- Ровенський державний педагогічний інститут ім. Д. З. Мануїльського, 1980 р., спеціальність «Математика і фізика», кваліфікація «вчитель математики і фізики» ;
- Міжгалузевий інститут управління, 2002 рік, спеціальність «Облік і аудит», кваліфікація «економіст»;
- Державний аграрний технікум, 2003 рік, спеціальність «правознавство», кваліфікація «юрист».

| Трудова діяльність      | Трудова діяльність |
| ----------------------- | --- |
| 15.08.1980 — 01.10.1983 | Учитель фізики і математики середньої школи № 21 м. Рівного                                                            |
| 01.10.1983 — 18.04.1984 | Технік технічної служби середньої школи № 21 м. Рівного                                                                |
| 18.04.1984 — 01.09.1984 | Методист міської станції юних техніків                                                                                 |
| 01.09.1984 — 13.06.1988 | Директор восьмирічної школи № 10 м. Рівного                                                                            |
| 13.06.1988 — 02.01.1989 | Учитель математики і фізики восьмирічної школи № 10 м. Рівного                                                         |
| 02.01.1989 − 18.09.1989 | Завідувач відділу та керівник гуртків Рівненської обласної станції юних техніків                                       |
| 18.09.1989 — 01.02.1991 | Заступник директора обласної станції юних техніків                                                                     |
| 01.02.1991 — 17.06.1992 | Директор обласної станції юних техніків                                                                                |
| 18.06.1992 — 19.08.1993 | Заступник директора департаменту соціального обслуговування населення Рівненської міської адміністрації                |
| 19.08.1993 — 01.10.1993 | Виконувач обов'язків директора департаменту соціального обслуговування населення                                       |
| 01.10.1993 — 16.09.1994 | Директор департаменту соціального обслуговування населення                                                             |
| 17.09.1994 — 27.12.1995 | Президент акціонерного товариства «Телекомпанія „Максима“»                                                             |
| 10.01.1996 — 04.02.1997 | Заступник ректора з комерційних питань Рівненського економіко-гуманітарного інституту                                  |
| 05.02.1997 — 06.03.2000 | Перший заступник начальника управління освіти Рівненської обласної державної адміністрації                             |
| 06.03.2000 — 20.12.2002 | Перший заступник начальника управління освіти і науки Рівненської обласної державної адміністрації                     |
| 21.12.2002 − 29.06.2005 | Проректор з наукової роботи Рівненського обласного інституту післядипломної педагогічної освіти                        |
| 29.06.2005 — 16.06.2006 | Виконувач обов'язків ректора Рівненського обласного інституту післядипломної педагогічної освіти                       |
| 16.06.2006 — 2013       | Ректор Рівненського обласного інституту післядипломної педагогічної освіти                                             |
| 2013 рік — …            | Директор інституту післядипломної освіти та довузівської підготовки Рівненського державного гуманітарного університету |

## Нагороди та відзнаки
Почесні грамоти Міністерства освіти і науки України (1998, 2001 роки), нагрудний знак Міністерства освіти і науки України «Відмінник народної освіти України» (1991 року), нагрудний знак Міністерства освіти і науки України «Відмінник освіти України» (1997, 2001 роки), Почесна грамота Рівненської обласної ради (2005 року), нагрудний знак Міністерства освіти і науки України «Василь Сухомлинський» (2006 року), нагрудний знак Міністерства освіти і науки України «А. С. Макаренко» (2007 року), нагрудний знак Міністерства освіти і науки України «Петро Могила» (2007 року), звання «Заслужений працівник освіти України» (2008 року).